# Mugnoor, Homnabad
Mugnoor là một làng thuộc tehsil Homnabad, huyện Bidar, bang Karnataka, Ấn Độ.